# Psycho II
Psycho II is een Amerikaanse horrorfilm uit 1983 onder regie van Richard Franklin. De film is een vervolg op de door Alfred Hitchcock geregisseerde film Psycho uit 1960. Die laatste film is gebaseerd op het boek "Psycho" van auteur Robert Bloch. Robert Bloch schreef een tweede boek "Psycho II", maar de film "Psycho II" volgt die verhaallijn niet.
Hoofdrolspelers Anthony Perkins en Vera Miles keerden beiden terug voor dit vervolg.

## Synopsis
Na tweeëntwintig jaar te zijn opgesloten in een gekkenhuis wordt Norman Bates (Anthony Perkins) genezen verklaard en vrijgelaten. Na zijn vrijlating neemt Norman zijn intrek weer in zijn huis op de heuvel en het daarnaast gelegen motel. Alles lijkt goed te gaan totdat zijn dode "moeder" haar aanwezigheid duidelijk maakt. Als er ook meerdere doden vallen, begint Norman aan zijn eigen geestelijke gezondheid te twijfelen.

## Verhaal
Het is 22 jaar geleden dat Norman Bates werd opgepakt naar aanleiding van enkele moorden waaronder die op Marion Crane en privédetective Arbogast. Bates leidde destijds aan een dissociatieve identiteitsstoornis waardoor hij 2 alters had: hijzelf en zijn (overleden) moeder.
Nu is hij door psychiater Raymond genezen verklaard en komt hij vrij uit de psychiatrische instelling. Uiteraard is Lila Crane, de zus van de vermoorde Marion, het hier niet mee eens. Haar protest en een petitie van 743 mensen om Norman geïnterneerd te houden, wordt verworpen.
Norman wordt thuis afgezet. Wanneer hij het huis betreedt, krijgt hij bovenaan de trap even een flashback en waant hij zijn moeder te horen. Echter komt hij snel terug bij realiteit en om te bewijzen dat hij gezond is, gaat hij de kamer van zijn moeder binnen die, zoals verwacht, leeg is.
Om hem terug in de maatschappij op te nemen, werd voor Bates een job voorzien: hij wordt afwasser in een lokaal wegrestaurant uitgebaat door Emma Spool. Daar ontmoet Norman de serveerster Mary Samuels. Zij heeft een relatieprobleem met haar vriend die blijkbaar een andere liefde heeft gevonden. Aangezien ze nergens terechtkan, nodigt Norman haar uit om te verblijven in het motel.
Zowel het huis als het motel zijn al die jaren eigendom gebleven van Norman Bates. Er werd wel een gerant aangesteld om het motel open te houden. De huidige manager is de eerder perverse en alcoholverslaafde Warren Toomey die van het respectvolle motel een "+18 motel" heeft gemaakt.  Warren is van mening dat dit veel meer opbrengt, maar Norman is het met dit soort praktijken niet eens.
Norman zijn integratie in de maatschappij lijkt te lukken, tot wanneer "moeder" hier en daar terug begint op te duiken. Zo vindt Norman op zijn werk en thuis geschreven briefjes, afkomstig van zijn moeder, die al op een even onverklaarbare wijze spoorloos verdwijnen. Ook krijgt hij een telefonische oproep van iemand die beweert zijn moeder te zijn.
De volgende dag veroorzaakt een dronken Toomey een gevecht in het wegrestaurant waarop Norman hem ontslaat. Wanneer Toomey enkele uren later zijn koffers pakt, wordt hij neergestoken door een vrouwelijke figuur die in het zwart is gekleed.
Enige tijd later is Norman bezig met het herschilderen van zijn motel. Plots hoort hij vanuit het huis zijn moeder. Norman twijfelt aan zijn geestelijke gezondheid en beslist om in de kamer van zijn moeder te gaan kijken. Tot zijn verbazing ziet deze er exact hetzelfde uit als 22 jaar geleden. Daarop hoort hij een stem op zolder. Wanneer hij de zolder betreedt, valt de deur achter hem dicht.
Niet veel later sluipt een jong koppel het huis binnen via het kelderluik. Hoewel zij dachten dat het huis leeg was, zien ze plots een zwarte vrouwelijke gedaante in de naaste kamer. Het koppel tracht via het kelderluik te ontsnappen. Het meisje slaagt hier in, maar de jongen wordt neergestoken met een mes.
Later op de dag vindt Mary Norman op zolder. Norman beweert dat hij daar uren heeft gezeten omdat de deur in het slot was gevallen. Volgens Mary was die deur niet op slot. Norman neemt Mary mee naar de kamer van zijn moeder, maar die staat terug leeg.
Daarop komt de politie: volgens een vrouwelijke getuige werd er in de kelder enkele uren eerder een jongen vermoord. Na inspectie van de kelder blijkt deze proper en, tot Norman zijn verbazing, ook volledig opgeruimd te zijn.  Norman staat op het punt te bekennen dat er vreemde zaken aan de gang zijn. Mary verklaart dat zij de onordelijke kelder die namiddag heeft opgeruimd en dat er niemand anders is geweest. Na het vertrek van de sheriff kreunt Norman ""It's starting again!" (Het begint opnieuw). Hij is zich ervan bewust dat hij terug gek aan het worden is.  Mary geeft toe dat ze over de opkuis heeft gelogen omdat ze anders dacht dat Bates sowieso opgepakt zou worden.
Wanneer Mary 's avonds in het huis een douche neemt, ontdekt ze plots dat iemand haar bespioneert vanuit de naastliggende wc-kamer via een kleine opening in de muur. Ze roept Norman die tot haar verbazing beneden is. Wanneer Mary en Norman naar de wc-kamer gaan, is deze leeg. Beiden zijn plots gechoqueerd wanneer ze in het toilet een bloederige trui vinden. Hierop is Norman er zo goed als zeker van dat hij alweer een moord heeft gepleegd.
Daarop gaat Mary naar de balie van het motel waar ze Lila Crane vindt. Nu blijkt dat Mary de dochter is van Lila. Lila heeft enkele keren getelefoneerd naar Norman en zich voorgedaan als zijn moeder. Ook heeft ze enkele keren in het huis rondgelopen in zwarte kledij. Mary zit ook in het complot: zij heeft de kamer van moeder ingericht en terug leeggehaald. Via deze daden wilden ze Norman terug gek maken zodat hij terug kon worden geïnterneerd. Beiden ontkennen dat ze de bloederige trui hebben verstopt.
Ook Dr. Raymond ontdekt dat Mary een dochter is van Lila. Hij informeert Norman hierover, maar Norman is van mening dat zijn moeder toch ergens rondloopt. Om te bewijzen dat ze werkelijk dood en begraven is, wordt haar graf geopend waarin ze 22 jaar geleden werd begraven. Mary geeft aan Norman toe dat ze betrokken was in Lila's plan, maar dat ze hieraan niet meer verder wil meewerken. Mary gaat hierop naar het hotel waar Lila verblijft om dit te melden. Lila wil echter niet stoppen en dit leidt tot een kleine ruzie die wordt overhoord door een baliebediende. Daarop rijdt Lila naar het huis van Norman en sluipt binnen via het kelderluik. Zonder het te weten, is Dr. Raymond hiervan getuige.
In de kelder haalt Lila vanonder een losliggende steen een vrouwenjurk en pruik. Plots komt een andere moederfiguur tevoorschijn die Lila vermoordt. Wanneer Dr. Raymond even later de kelder betreedt, is er niets te zien.
Mary komt te weten dat er uit het moeras een auto werd gesleept met daarin het lijk van Toomey. Ze rijdt naar Normans huis om hem te waarschuwen. Norman is aan het telefoneren en spreekt met zijn echte moeder die volgens hem nog wel leeft. Zijn vorige moeder zou een pleegmoeder zijn, maar nu heeft hij contact met zijn echte, levende moeder. Mary luistert mee via een andere telefoon en komt tot de ontdekking dat er aan de andere kant niemand is. Daarop doet ze kleren aan van Normans moeder en neemt ze een groot mes. Zo wil ze Norman confronteren. Plots wordt ze langs achter gegrepen. Uit reflex draait Mary zich om en steekt het mes in het lichaam van haar aanvaller: dit blijkt Dr. Raymond te zijn die "moeder" wilde ontmaskeren. Dr. Raymond valt over de trapleuning en stort enkele meters lager te pletter.
Mary, totaal gechoqueerd, gaat de woonkamer binnen en komt een volledig krankzinnige Norman tegen. Hij belooft om moeder een alibi te geven voor haar daden. Mary tracht hem weg te houden en steekt hem met het mes enkele keren in zijn handen. Norman drijft Mary in de kelder. Daar valt uit een stapel steenkool het dode lichaam van Lila. Mary is ervan overtuigd dat Norman de moorden heeft begaan, maar Norman beweert dat zijn echte moeder achter de daden zit.
Wanneer Mary haar mes uitsteekt komt plots de politie binnen. Zij werden getipt door de baliebediende van Lila's hotel. De politie is van mening dat Mary, nog steeds gekleed als moeder, achter alle moorden zit en dat ze nu Norman wil doden. Daarop schieten ze haar met een fataal schot neer. Norman wordt overgebracht naar het ziekenhuis om zijn wonden te laten behandelen en mag 's avonds al naar huis.
Terwijl Norman zich klaarmaakt voor het avondeten, betreedt een vrouw de stenen trappen voor het huis. Even later klopt ze aan de achterdeur: het is Emma Spool, de eigenares van het wegrestaurant waar Norman werkt.
Emma vertelt Norman dat zij zijn echte moeder is. Hij werd op jonge leeftijd geadopteerd door haar zuster Norma Bates omdat Emma werd opgenomen in een psychiatrische inrichting. Ze verklaart ook dat zij achter alle moorden zit van de afgelopen dagen om haar zoon te beschermen tegen iedereen die hem kwaad wil doen. Daarop neemt Norman een kolenschep en slaat hard op het achterhoofd van Emma die even later sterft.
Norman neemt Emma in haar armen en brengt haar naar de kamer van moeder. Met de stem van moeder zegt Norman dat het slecht is om met "vieze, vuile meisjes te spelen". Norman heropent het motel. Terwijl hij buiten wacht op nieuwe klanten, kijkt moeder mee vanuit haar raam. Zijn dissociatieve identiteitsstoornis is terug.

## Rolverdeling
| Acteur             | Personage         |
| ------------------ | ----------------- |
| Anthony Perkins    | Norman Bates      |
| Vera Miles         | Lila Loomis       |
| Robert Loggia      | Dr. Bill Raymond  |
| Meg Tilly          | Mary Loomis       |
| Dennis Franz       | Warren Toomey     |
| Hugh Gillin        | Sheriff John Hunt |
| Robert Alan Browne | Ralph Statler     |
| Claudia Bryar      | Ms. Emma Spool    |